# سد تسیلرگروندل
سد تسیلرگروندل (آلمانی: Sperre Zillergründl) یک سد قوسی در ایالت تیرول، اتریش است.
این سد که بر رود تسیلر ساخته شده در سال ۱۹۸۶ به بهره‌برداری رسیده و دارای ۱۸۶ متر ارتفاع، ۵۰۲ طول و ۱٬۳۷۳٬۰۰۰ متر مکعب گنجایش است.